# Cold Water
«Cold Water» —en español: «Agua fría»— es una canción grabada por el grupo de música electrónica estadounidense Major Lazer, tomado como el primer sencillo de su cuarto álbum de estudio, Music Is the Weapon (2016), cuenta con la colaboración vocal del artista canadiense Justin Bieber y la cantante danesa MØ. Fue escrito por los miembros de Major Lazer, Diplo, Benny Blanco, Ed Sheeran, MØ, Justin Bieber, Jamie Scott, Philip Meckseper y Henry Allen y producido por Diplo, Blanco, Jr. Blender y King Henry. "Cold Water" fue lanzada al mercado musical el 21 de julio de 2016 y consiguió un éxito comercial internacional, logrando pocisionarse en el número uno en varios países. Fue lanzado en Estados Unidos como un hit de radio contemporáneo el 26 de julio de 2016.

## Posicionamiento en listas
| Lista (2016)                           | Mejor posición |
| -------------------------------------- | -------------- |
| Argentina (Monitor Latino)             | 14             |
| Australia (ARIA)                       | 1              |
| Australia Dance (ARIA)                 | 1              |
| Austria (Ö3 Austria Top 40)            | 2              |
| Bélgica (Ultratop Flanders)            | 4              |
| Bélgica (Ultratop Wallonia)            | 15             |
| Canadá (Canadian Hot 100)              | 1              |
| República Checa (Rádio Top 100)        | 78             |
| Dinamarca (Tracklisten)                | 2              |
| Finlandia (OFC)                        | 1              |
| Francia (SNEP)                         | 2              |
| Alemania (Media Control AG)            | 2              |
| Grecia (Billboard)                     | 2              |
| Irlanda (IRMA)                         | 1              |
| Italia (FIMI)                          | 8              |
| Japón (Japan Hot 100)                  | 86             |
| Letonia (Latvijas Top 40)              | 6              |
| Luxembourg Digital Songs (Billboard)   | 4              |
| México (Billboard)                     | 12             |
| Países Bajos (Dutch Top 40)            | 1              |
| Países Bajos (Mega Single Top 100)     | 1              |
| Nueva Zelanda (Recorded Music NZ)      | 1              |
| Noruega (VG-lista)                     | 1              |
| Polonia (Polish Airplay Top 100)       | 63             |
| Portugal (Billboard)                   | 4              |
| Portugal (AFP)                         | 2              |
| Escocia (Scottish Singles Sales Chart) | 2              |
| España (PROMUSICAE)                    | 24             |
| Suecia (Sverigetopplistan)             | 1              |
| Suiza (Schweizer Hitparade)            | 1              |
| Reino Unido (UK Singles Chart)         | 1              |
| Reino Unido (UK Dance Chart)           | 1              |
| Reino Unido (UK Indie Chart)           | 1              |
| Estados Unidos (Billboard Hot 100)     | 2              |
| Estados Unidos (Mainstream Top 40)     | 10             |

## Certificaciones
| País           | Organismo certificador | Certificación | Ventas certificadas | Ref.   |
| -------------- | ---------------------- | ------------- | ------------------- | ------ |
| Alemania       | BVMI                   | Platino       | 400 000             | [ 41 ] |
| Australia      | ARIA                   | 7× Platino    | 490 000             | [ 42 ] |
| Austria        | IFPI Austria           | Platino       | 30 000              | [ 43 ] |
| Bélgica        | BEA                    | 2× Platino    | 40 000              | [ 44 ] |
| Canadá         | CRIA                   | 3× Platino    | 240 000             | [ 45 ] |
| Corea del Sur  | Gaon                   |               | 128 578             | [ 46 ] |
| Dinamarca      | IFPI — Dinamarca       | 3× Platino    | 270 000             | [ 47 ] |
| España         | PROMUSICAE             | 2× Platino    | 80 000              | [ 48 ] |
| Estados Unidos | RIAA                   | 4× Platino    | 4 000 000           | [ 49 ] |
| Francia        | SNEP                   | Diamante      | 250 000             | [ 50 ] |
| Italia         | FIMI                   | 5× Platino    | 250 000             | [ 51 ] |
| México         | AMPROFON               | Platino       | 60 000              | [ 52 ] |
| Noruega        | IFPI — Noruega         | 4× Platino    | 240 000             | [ 53 ] |
| Nueva Zelanda  | RMNZ                   | 2× Platino    | 60 000              | [ 54 ] |
| Polonia        | ZPAV                   | Oro           | 25 000              | [ 55 ] |
| Portugal       | AFP                    | Platino       | 10 000              | [ 56 ] |
| Reino Unido    | BPI                    | 3× Platino    | 1 800 000           | [ 57 ] |
| Suiza          | IFPI — Suiza           | Platino       | 30 000              | [ 58 ] |

## Historial de lanzamientos
| País           | Fecha               | Formato                | Discográfica        | Ref           |
| -------------- | ------------------- | ---------------------- | ------------------- | ------------- |
| Varios         | 22 de julio de 2016 | Descarga digital       | Mad Decent, Def Jam | [ 59 ] [ 60 ] |
| Italia         | 22 de julio de 2016 | Contemporary hit radio | Warner              | [ 61 ]        |
| Estados Unidos | 26 de julio de 2016 | Contemporary hit radio | Mad Decent, Def Jam | [ 5 ]         |